# ツノハシバミ
ツノハシバミ（角榛、学名: Corylus sieboldiana または Corylus sieboldiana var. sieboldiana）はカバノキ科ハシバミ属の落葉低木。実を包む総苞片の先が角のように伸びている様子からこの名がある。別名、ナガハシバミ。
近縁種のハシバミ (Corylus heterophylla var. thunbergii) とともに日本に自生するハシバミ属の仲間のひとつである。食用ナッツのヘーゼルナッツが実るセイヨウハシバミ (Corylus avellana) はヨーロッパ原産の本種の近縁種である。

## 分布と生育環境
日本の北海道・本州・四国・九州、朝鮮半島に分布する。四国と九州は少なく、伊豆半島には分布しない。山地に生え、温帯山地の日当りのよい林縁に生育する。

## 形態・生態
落葉広葉樹の低木で、幹は直立し高さ2 - 3メートル (m) 、径約15センチメートル (cm) になり、よく株立ちする。樹皮は灰褐色で滑らかであるが皮目が目立ち、ハシバミとは印象が異なる。若枝は灰緑色。一年枝は毛があり、ジグザグに曲がる。
花期は初春から春（3 - 4月ごろ）で、葉の展開に先立って花が開き、雌雄同株、雌雄異花。雄花はカバノキ科の他の仲間と同様に長い尾状花序を開花時に下垂する。雄花序の冬芽はハシバミのように枝先につかずに枝の途中につく。雌花は枝先などに数個の花が頭状に集まり、芽鱗に包まれたまま開花して赤い柱頭が目立つ。
葉は互生し、葉柄は0.5 - 1 cm、葉身は卵型または倒卵型で長さ5 - 11 cm・幅3 - 7 cm、基部は円形で先端は尖り、葉縁は欠刻のある細かい二重鋸歯がある。葉面は表が淡緑色で裏が緑色、若葉には紫色の斑点ができる。葉脈が葉の裏面に盛り上がる。葉柄や葉脈上に斜上毛が生える。
果実は秋（10月ごろ）に熟し、1 - 4個が集まって付く。果実は堅果で長さ1 - 1.5 cmの円錐形。果実を包む筒状の総苞は緑色で外面に刺毛を密生し、くちばし状に長く伸びた独特の形をしている。
冬芽は雄花序以外は鱗芽で、小枝に仮頂芽と側芽がつき、卵形でつやがあり、紅紫色の芽鱗4 - 5枚に包まれていて目立つ。雄花序は裸芽で円柱形をしており、枝に1 - 4個つく。葉痕は半円形で維管束痕が多数つく。
- たれさがる雄花序
- 雌花
- 花の後に葉が展開する
- 若い果実

## 用途
堅果は黄褐色に熟したら食用になる。果実を採取し、刺毛に気をつけながら総苞を剥いて堅果を取り出し、堅果の殻から取り出したナッツを食用にする。脂肪に富み美味で、渋みがなく生でも煎っても食べられる。そのままでも食べられるが、茶碗蒸しや煮物、すり潰して和え物や菓子などの原料にも用いられる。